# James Forrest (baloncestista)
James Curtnyle Forrest (nacido el 13 de agosto de 1972 en Atlanta, Georgia) es un exjugador de baloncesto estadounidense. Con 2.06 metros de estatura, jugaba en la posición de pívot.

## Trayectoria
- Georgia Tech (1991-1995)
- Hapoel Eilat (1996-1997)
- CB Ciudad de Huelva (1997-1998)
- Hapoel Eilat (1998)
- Pistoia Basket (1998-1999)
- Iraklio Creta (1999-2000)
- Aris Salónica BC (2000-2001)
- Olympiacos BC (2001-2002)
- Olympia Larissa  (2002-2003)
- CB Málaga (2003)
- Iraklio Creta (2003-2004)
- Basket Livorno (2004)
- Victoria Libertas Pesaro (2004)
- Fabriano Basket (2004-2005)